# Abborrtjärnen (Järna socken, Dalarna, 671101-140691)
Abborrtjärnen är en sjö i Vansbro kommun i Dalarna och ingår i Dalälvens huvudavrinningsområde.